# Francis Dodd (artiste)
Pour les articles homonymes, voir Francis Dodd.
Francis Dodd, né le 29 novembre 1874 à Holyhead et mort le 7 mars 1949 à Blackheath à Londres, est un portraitiste, peintre paysagiste et graveur britannique. Il est notamment connu pour ses œuvres créées durant la Première Guerre mondiale.

## Biographie
Né au pays de Galles, Francis Dodd suit une éducation artistique à la School of Art de Glasgow, en Écosse. Il y côtoie notamment Muirhead Bone, qui se mariera avec sa sœur Gertrude et remporte la bourse Haldane en 1893.
Il voyage ensuite en France, en Italie puis en Espagne et en Angleterre en 1895 pour habiter à Manchester. Il y fait la connaissance de Charles Holden, avant de s'installer définitivement à Londres en 1904, dans le borough de Blackheath,.
Durant la première Guerre mondiale, il est nommé artiste de guerre officiel en 1916 par le Bureau de la Propagande de Guerre, alors dirigé par Charles Masterman. Servant sur le front de l'Ouest, il réalise plus de trente portraits de militaires.
Dodd gagne une grande réputation après la guerre pour la qualité de ses aquarelles et de ses portraits. De 1929 à 1935, il dirige la National Gallery of British Art, renommée en 1932 « Tate Gallery », et est élu membre de la Royal Academy en 1927 puis membre titulaire huit ans après.
Il se suicide à son domicile en 1949.

## Galerie

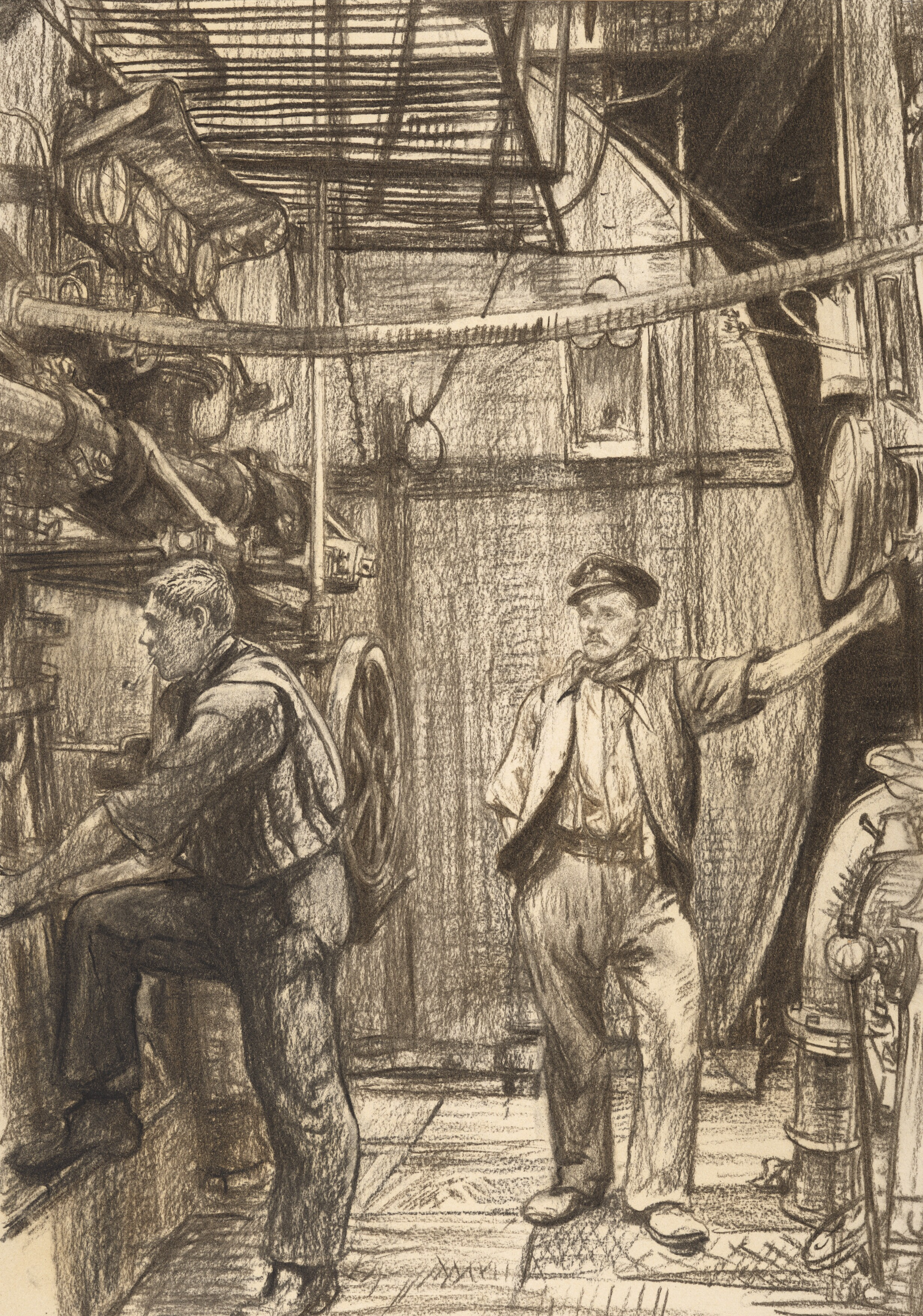
The Engine Room, Hm Trawler Mackenzie, Première Guerre mondiale.
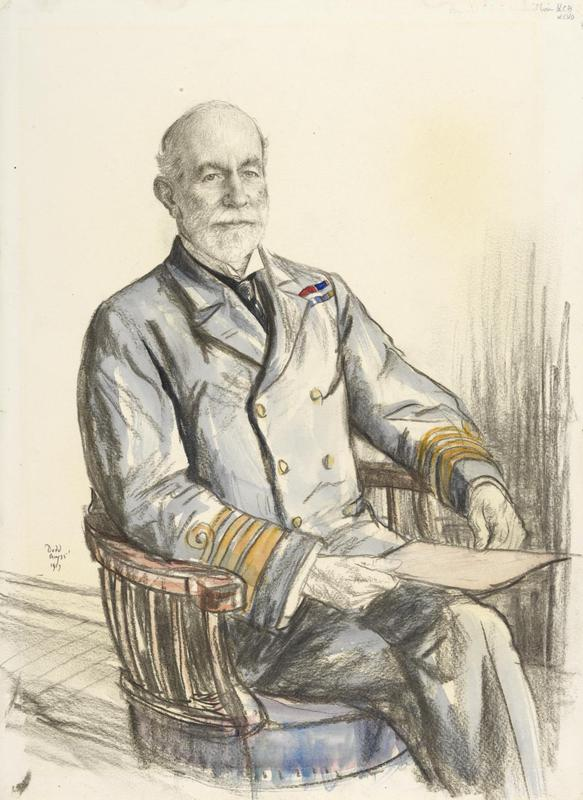
Admiral Sir Frederick Tower Hamilton Kcb Cvo, 1917, Imperial War Museum.
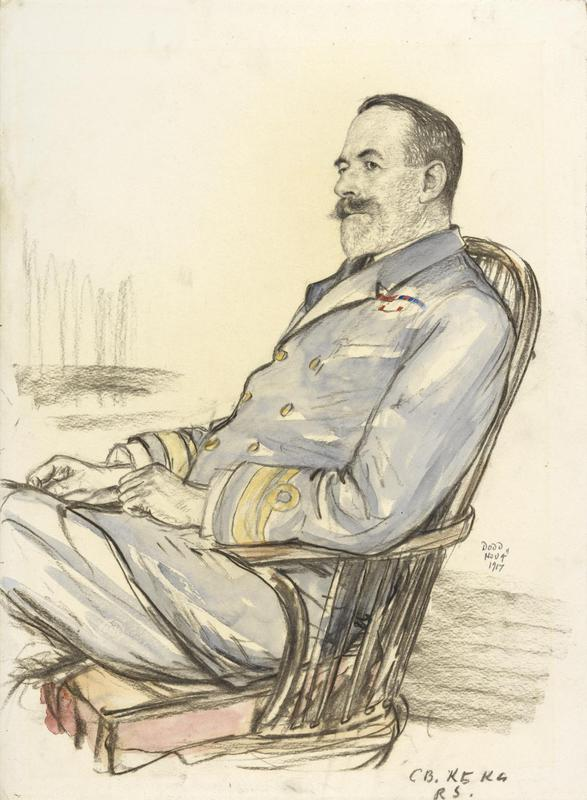
Rear-admiral Allan Frederick Everett, Cb, 1917, Imperial War Museum.
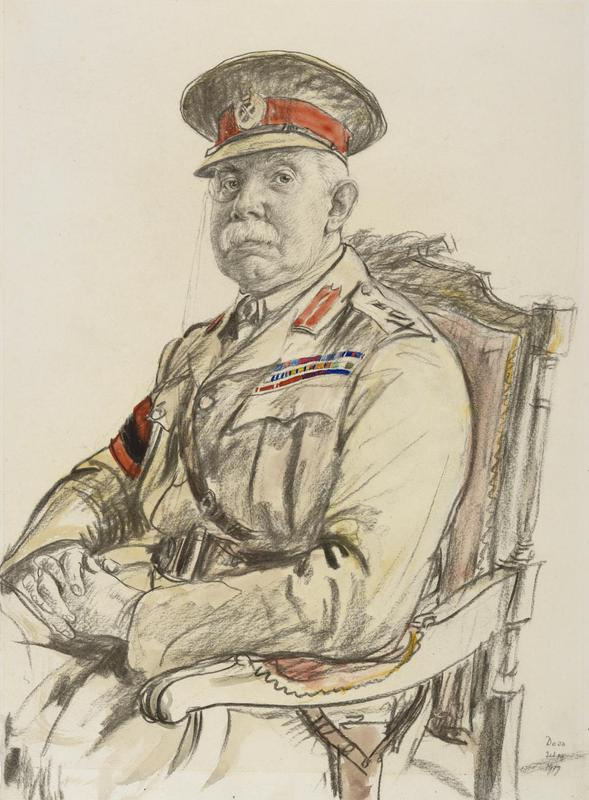
General Sir Herbert Charles Onslow Plumer Gcmg, Gcvo, Kcb, 1917, Imperial War Museum.
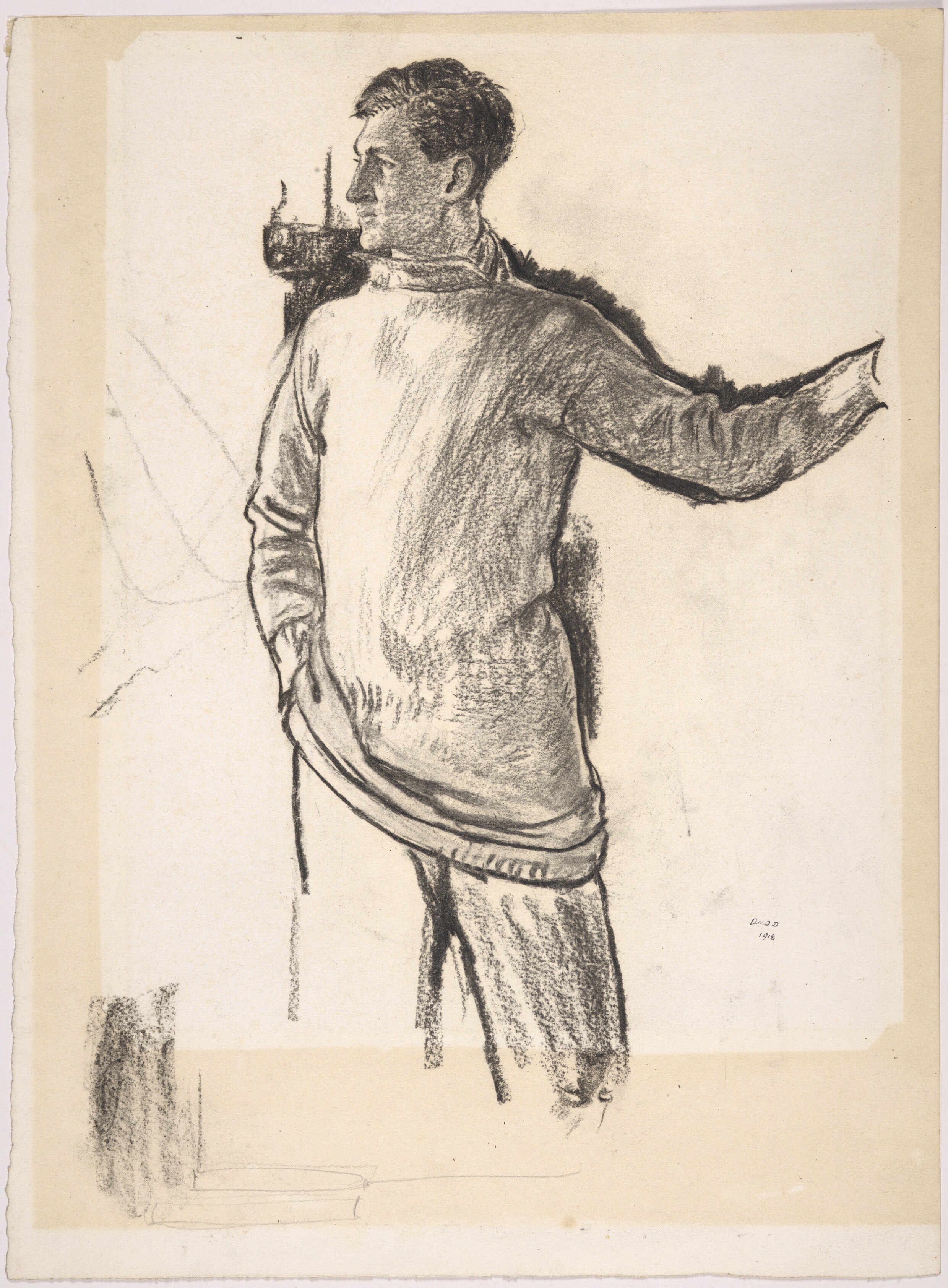
'Two to Blow', Hm Submarine L7, 1918, Imperial War Museum.
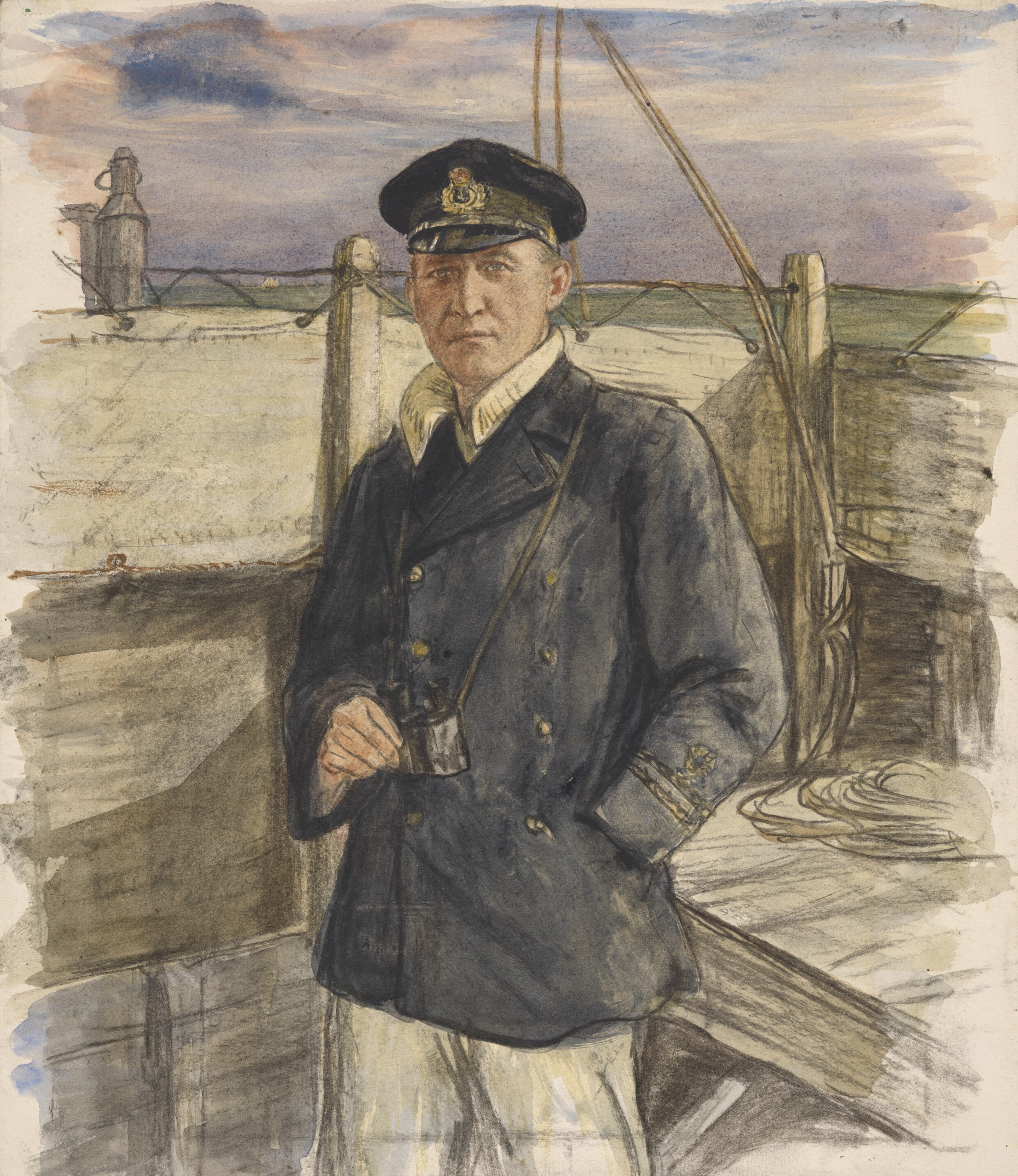
A Lieutenant on the Bridge, Hm Trawler - (lieut G Maccoll Smith, Rnr), 1918, Imperial War Museum.
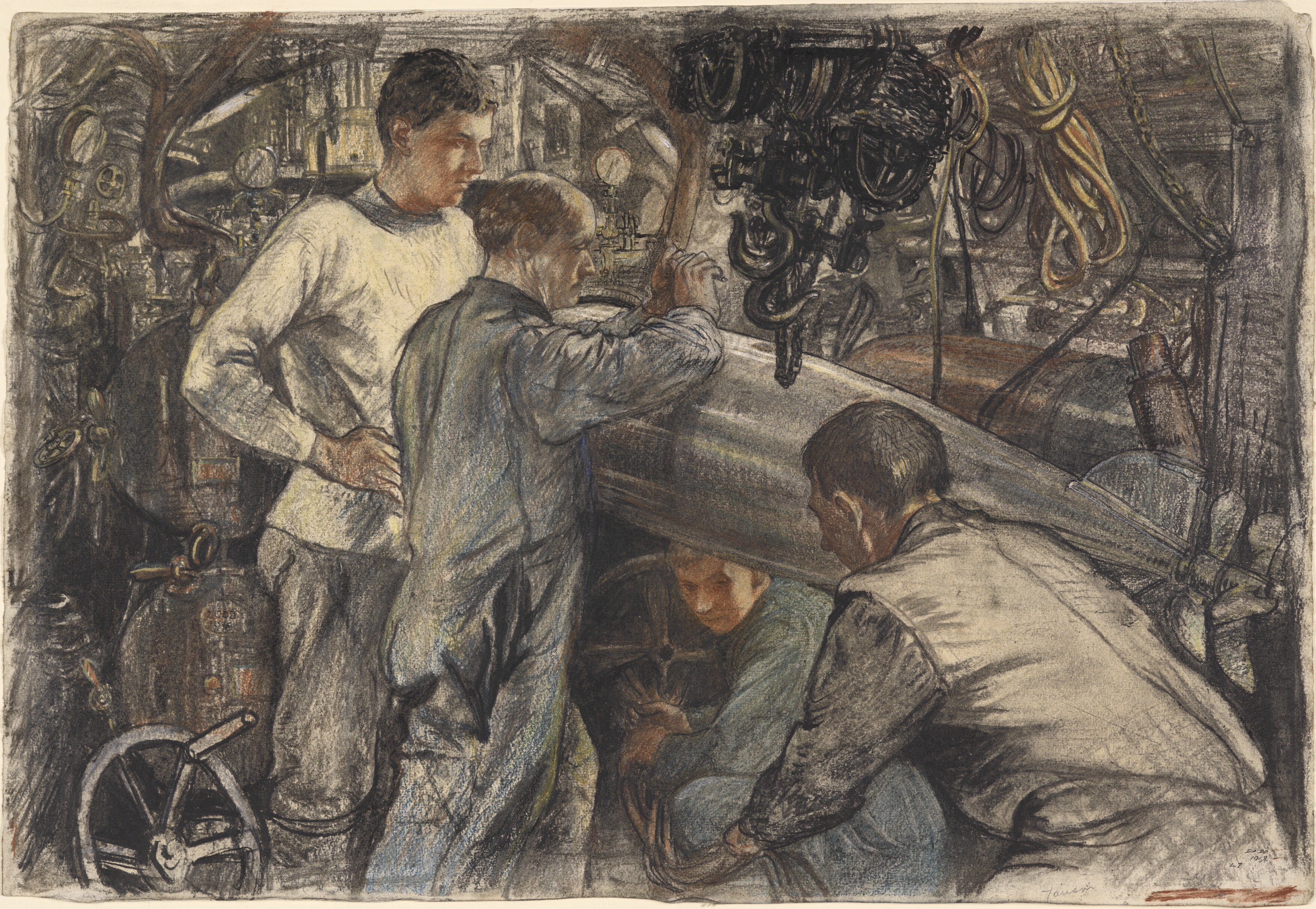
Adjusting Torpedoes, Hm Submarine, 1918, Imperial War Museum.
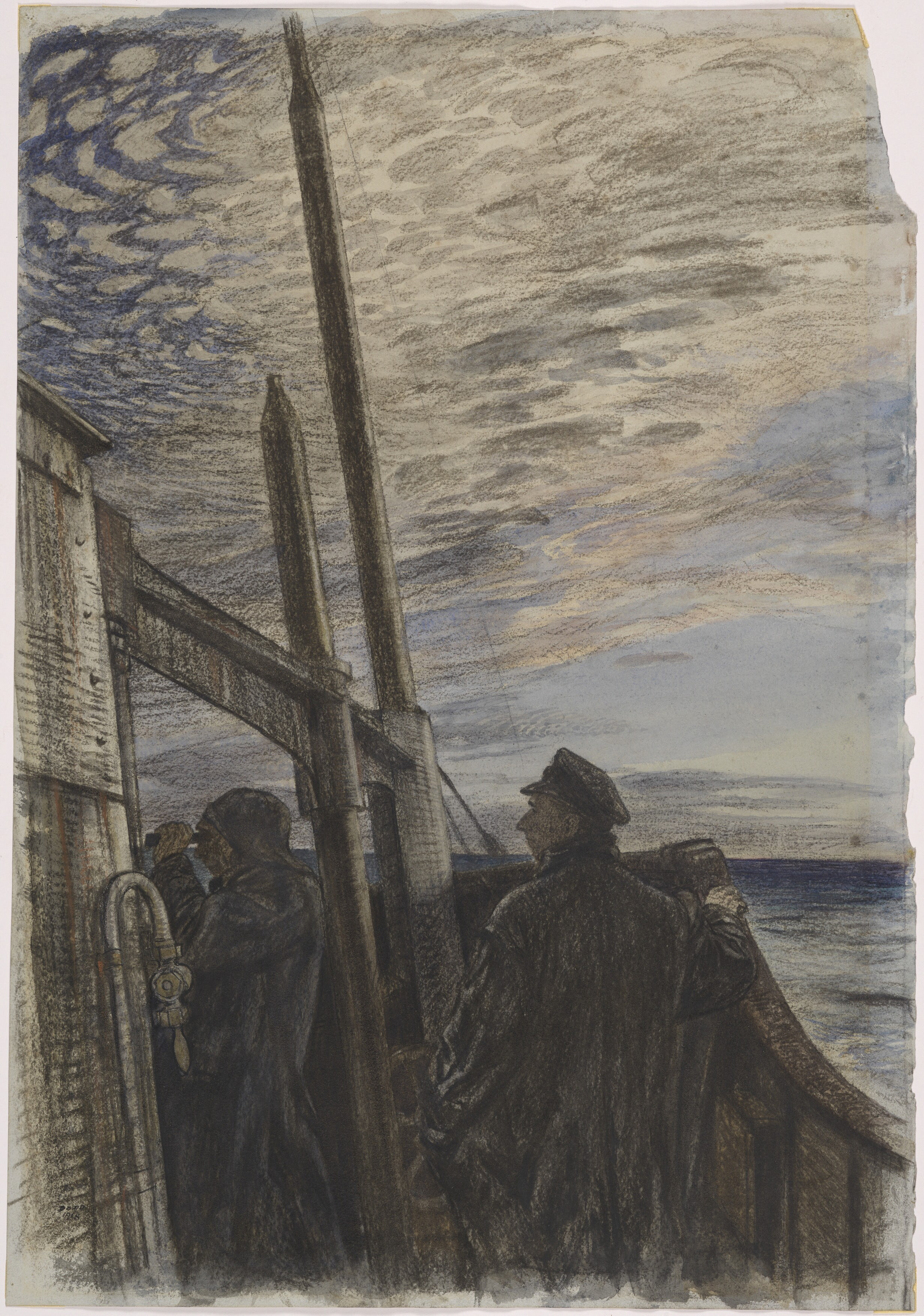
ight on the Conning Tower, Hm Submarine, 1918, Imperial War Museum.
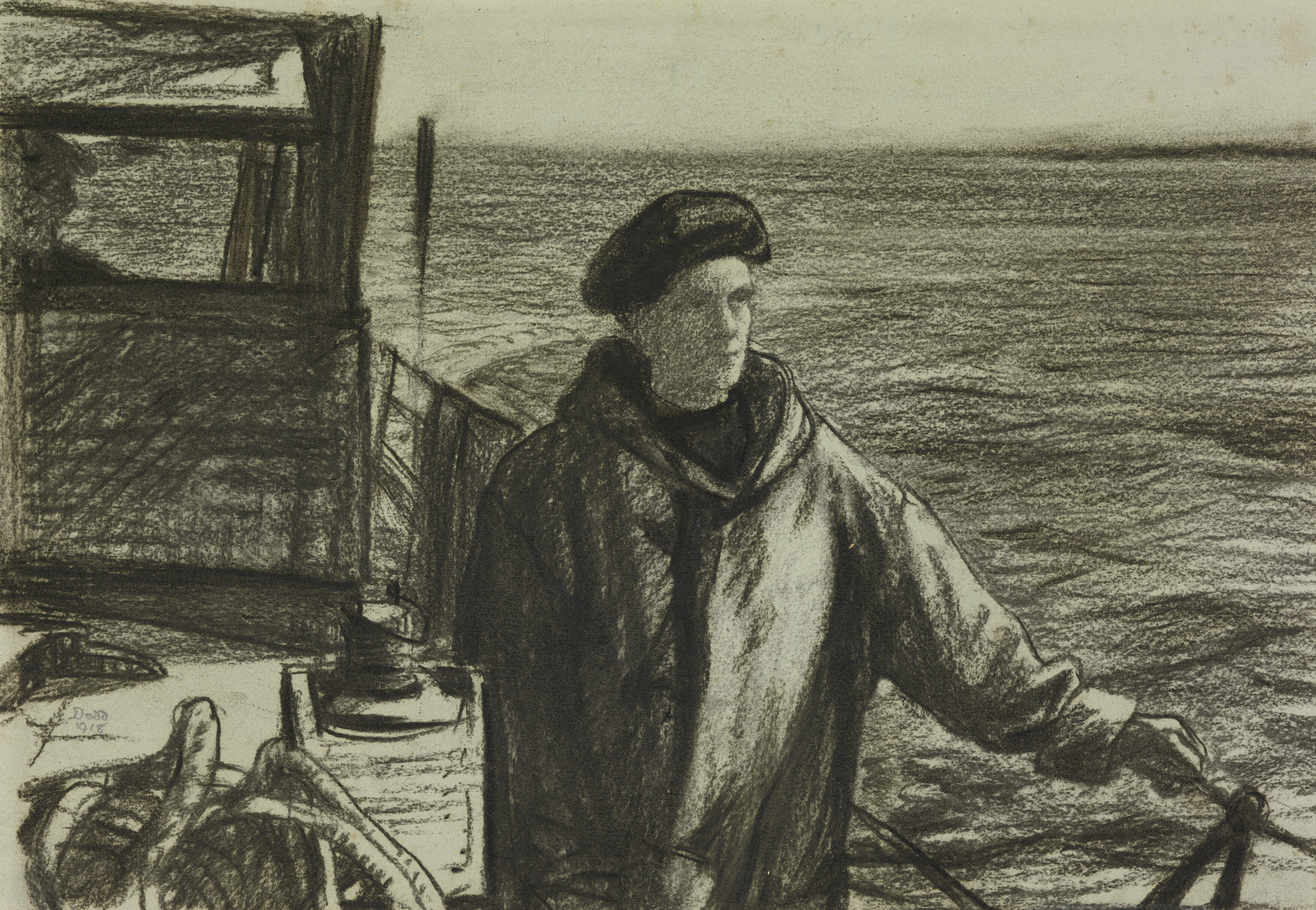
Night Patrol on the Belgian Coast, Ml 280, 1918, Imperial War Museum.
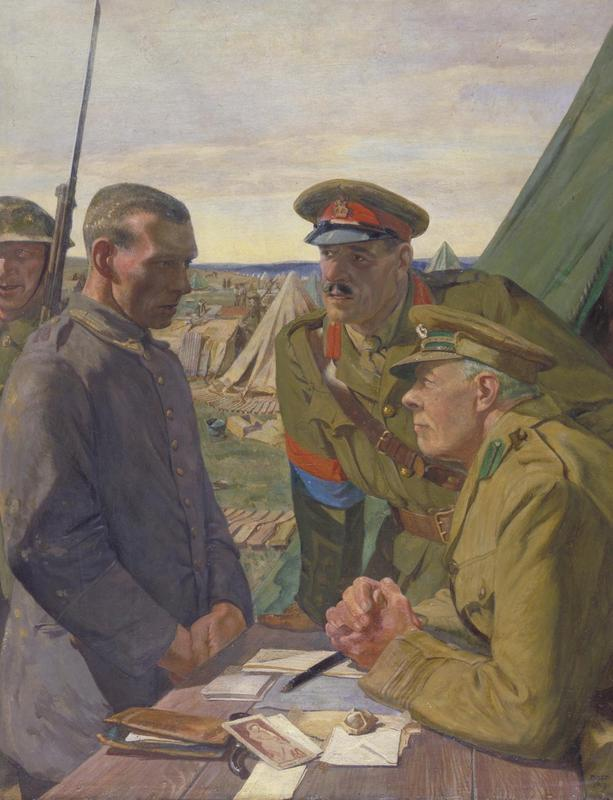
Interrogation, 1919, Imperial War Museum.
An Operation at the Military Hospital, Endell Street - Dr L Garrett, Dr Flora Murray, Dr W Buckley, 1920, Imperial War Museum.
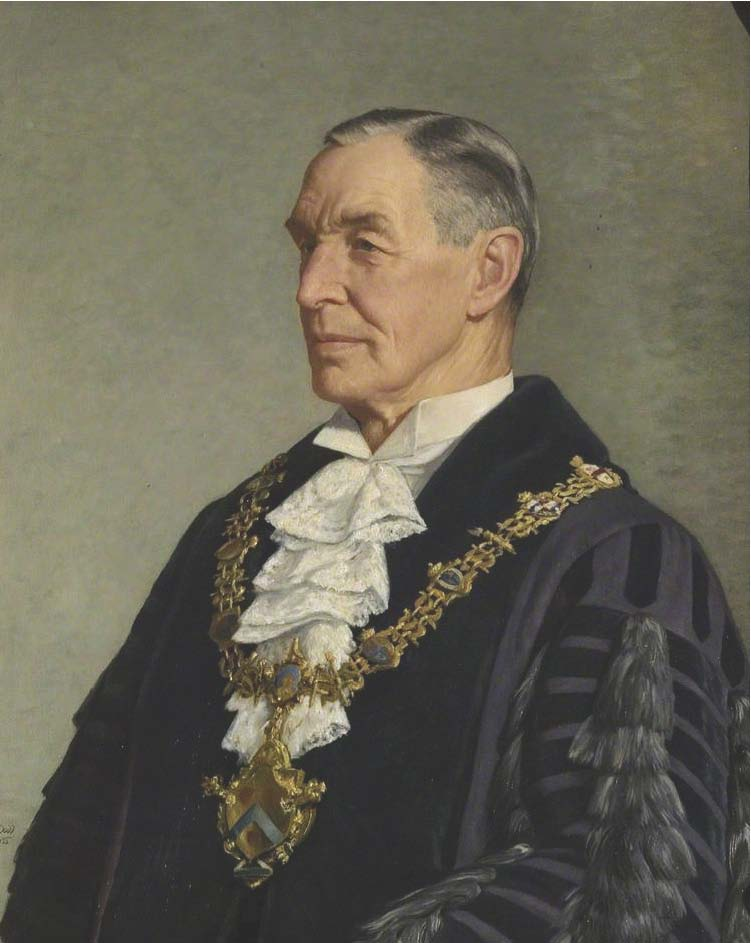
Portrait of Alderman Sir Archibald Flower, Mayor of Stratford-upon-Avon, 1935.